# Anacamptorchis morioides
Anacamptorchis morioides är en orkidéart som först beskrevs av August Brand, och fick sitt nu gällande namn av Clive Anthony Stace. Anacamptorchis morioides ingår i släktet Anacamptorchis och familjen orkidéer. Inga underarter finns listade i Catalogue of Life.